# Soedan op de Olympische Zomerspelen 2008
Soedan nam deel aan de Olympische Zomerspelen 2008 in Peking, China. Soedan debuteerde op de Zomerspelen in 1960 en deed in 2008 voor de tiende keer mee. De atleet Ismail Ahmed Ismail schreef geschiedenis door voor zijn land de allereerste medaille ooit te winnen.

## Medailleoverzicht
| Sport    | Olympiër            | Discipline | Medaille |
| -------- | ------------------- | ---------- | -------- |
| Atletiek | Ismail Ahmed Ismail | 800 m (m)  | Zilver   |

## Deelnemers en resultaten
(m) = mannen, (v) = vrouwen 
| Sport    | Olympiër              | Discipline              | Resultaat | Prestatie                                                             |
| -------- | --------------------- | ----------------------- | --------- | --------------------------------------------------------------------- |
| Atletiek | Nagmeldin Ali Abubakr | 400 m (m)               | series    | serie 3: 47,12 (8e; 50e tijd)                                         |
| Atletiek | Ismail Ahmed Ismail   | 800 m (m)               | series    | serie 5: 1.45,57 (2e; 8e tijd) HF 2: 1.44,91 (2e; 2e tijd) F: 1.44,70 |
| Atletiek | Abubaker Kaki         | 800 m (m)               | series    | serie 2: 1.46,98 (1e; 23e tijd) HF 3: 1.49,19 (8e; 24e tijd)          |
| Atletiek | Abdalla Abdelgadir    | 1500 m (m)              | series    | serie 3: 3.47,65 (13e; 46e tijd)                                      |
| Atletiek | Nwal Eljack           | 400 m (v)               | series    | serie 6: 52,77 (3e; 30e tijd) HF 3: 54,18 (8e; 24e tijd)              |
| Atletiek | Muna Gabir            | 400 m horden (v)        | series    | serie 4: 57,16 (5e; 30e tijd)                                         |
| Atletiek | Muna Durka            | 3000 m steeplechase (v) | series    | serie 2: 9.53,08 (9e; 38e tijd)                                       |
| Atletiek | Yamilé Aldama         | hink-stap-springen (v)  | series    | kwalificatie groep B: geen geldige sprongen                           |
| Zwemmen  | Ahmed Adam            | 50 m vrij (m)           | series    | serie 4: 30,12 (8e; 93e tijd)                                         |

Afghanistan · Albanië · Algerije · Amerikaanse Maagdeneilanden · Amerikaans-Samoa · Andorra · Angola · Antigua en Barbuda · Argentinië · Armenië · Aruba · Australië · Azerbeidzjan · Bahama's · Bahrein · Bangladesh · Barbados · België · Belize · Benin · Bermuda · Bhutan · Bolivia · Bosnië en Herzegovina · Botswana · Brazilië · Britse Maagdeneilanden · Bulgarije · Burkina Faso · Burundi · Cambodja · Canada · Centraal-Afrikaanse Republiek · Chili · China · Chinees Taipei · Colombia · Comoren · Congo-Brazzaville · Congo-Kinshasa · Cookeilanden · Costa Rica · Cuba · Cyprus · Denemarken · Djibouti · Dominica · Dominicaanse Republiek · Duitsland · Ecuador · Egypte · El Salvador · Equatoriaal-Guinea · Eritrea · Estland · Ethiopië · Fiji · Filipijnen · Finland · Frankrijk · Gabon · Gambia · Georgië · Ghana · Grenada · Griekenland · Groot-Brittannië · Guam · Guatemala · Guinee · Guinee‑Bissau · Guyana · Haïti · Honduras · Hongarije · Hongkong · Ierland · IJsland · India · Indonesië · Irak · Iran · Israël · Italië · Ivoorkust · Jamaica · Japan · Jemen · Jordanië · Kaaimaneilanden · Kaapverdië · Kameroen · Kazachstan · Kenia · Kirgizië · Kiribati · Koeweit · Kroatië · Laos · Lesotho · Letland · Libanon · Liberia · Libië · Liechtenstein · Litouwen · Luxemburg · Macedonië · Madagaskar · Malawi · Malediven · Maleisië · Mali · Malta · Marshalleilanden · Marokko · Mauritanië · Mauritius · Mexico · Micronesië · Moldavië · Monaco · Mongolië · Montenegro · Mozambique · Myanmar · Namibië · Nauru · Nederland · Nederlandse Antillen · Nepal · Nicaragua · Nieuw-Zeeland · Niger · Nigeria · Noord-Korea · Noorwegen · Oeganda · Oekraïne · Oezbekistan · Oman · Oostenrijk · Oost‑Timor · Pakistan · Palau · Palestina · Panama · Papoea-Nieuw-Guinea · Paraguay · Peru · Polen · Portugal · Puerto Rico · Qatar · Roemenië · Rusland · Rwanda · Saint Kitts en Nevis · Saint Lucia · Saint Vincent en Grenadines · Salomonseilanden · Samoa · San Marino · Sao Tomé en Principe · Saoedi-Arabië · Senegal · Servië · Seychellen · Sierra Leone · Singapore · Slovenië · Slowakije · Soedan · Somalië · Spanje · Sri Lanka · Suriname · Swaziland · Syrië · Tadzjikistan · Tanzania · Thailand · Togo · Tonga · Trinidad en Tobago · Tsjaad · Tsjechië · Tunesië · Turkije · Turkmenistan · Tuvalu · Uruguay · Vanuatu · Venezuela · Verenigde Arabische Emiraten · Verenigde Staten · Vietnam · Wit-Rusland · Zambia · Zimbabwe · Zuid-Afrika · Zuid-Korea · Zweden · Zwitserland
Uitgesloten van deelname: Brunei